# هولنديون
الهولنديون (بالهولنديَّة: Nederlanders) هم مجموعة عرقية جرمانية أصليّة في هولندا. ويتشاركون في ثقافة مشتركة ويتحدثون اللغة الهولندية. يوجد مجتمعات المهاجرين من المهاجرين الهولنديين وأحفادهم في جميع أنحاء العالم، ولا سيما في أروبا، وسورينام، وغيانا، وكوراساو، والأرجنتين، والبرازيل، وكندا، وأستراليا، وجنوب إفريقيا، ونيوزيلندا، والولايات المتحدة. تقع البلدان المنخفضة حول حدود فرنسا والإمبراطورية الرومانية المقدسة، وتشكل جزءاً من أطرافها الخاصة، وأصبحت الأراضي المختلفة التي تتكون منها مستقلة في الواقع في القرن الثالث عشر. تحت حكم آل هابسبورغ، تم تنظيم هولندا في وحدة إدارية واحدة، وفي القرنين السادس عشر والسابع عشر استحوذت هولندا الشمالية على استقلالها عن إسبانيا وأصبحت الجمهورية الهولندية. وتم تحقيق درجة عالية من التحضر المميز للمجتمع الهولندي في وقت مبكر نسبياً. وخلال حقبة الجمهورية بدأت أول سلسلة من الهجرات الهولندية واسعة النطاق خارج أوروبا.
ترك الهولنديون وراءهم إرثاً كبيراً على الرغم من الحجم المحدود لبلدهم. يُنظر إلى الهولنديين عمومًا على أنهم الرواد الرأسماليين، وكان تركيزهم على الاقتصاد الحديث والعلمانية والسوق الحرة في نهاية المطاف تأثيراً كبيراً على القوى العظمى للغرب، وخاصةً الإمبراطورية البريطانية، والمستعمرات الثلاث عشرة، وفي النهاية الولايات المتحدة.[بحاجة لمصدر]
تشتمل الفنون والثقافة التقليدية الهولندية على أشكال مختلفة من الموسيقى والرقصات والأسلوب المعماري والملابس التقليدية، وبعضها معروف عالمياً. على الصعيد العالمي، يعتَبَر الرسامين الهولنديين مثل رامبرانت ويوهانس فيرمير وفان غوخ ذوي مكانة. الديانة المهيمنة بين الهولنديين هي المسيحية (على مذهب الرومانية الكاثوليكية والبروتستانتية على حد سواء)، على الرغم من أنه في الأزمنة الحديثة لم يعد معظمهم من المتدينين. نسب هامة من الهولنديين هم من أتباع النزعة الإنسانية أو اللاأدرية أو الإلحاد أو الروحانية الفردية.